# 克拉克乐队
克拉克乐队（Crack）是一支西班牙的前卫摇滚/交响摇滚乐队，成立于1977年。该团体是西班牙前卫摇滚黄金时代的重要代表之一。在那个时期，Crack及其同时代的乐队常常面临经济困难，他们更重视创作的独立性而非迎合商业电台。设备简陋、公众口味变化、唱片业与厂牌压力以及偶尔的内部矛盾，最终都导致了乐队的解散。

## 历史
Crack于1977年组建，最初是一支没有电吉他的四人乐队。年底时，Mento Hevia、原贝斯手Vidal Antón和Manolo Jiménez与老同学Alberto Fontaneda（他们在奥维耶多大学学过法律）重聚。在创作《Marchando una del Cid》期间，他们寻找主唱和长笛手。初始阵容很快开始排练并在有机会时演出。随着吉他手Rafael Rodríguez的加入，以及后来Álex Cabal取代Vidal担任贝斯手，乐队的声音变得更加丰富和有活力。

## 唯一专辑
Crack唯一的录音室专辑《Si Todo Hiciera Crack》，于马德里Audiofilm Studios五天内录制，并由Chapa Discos发行。女歌手Encarnación González（昵称“Cani”）为专辑多首曲目伴唱，支持Alberto Fontaneda。
据专辑内页记载，乐队亲自负责制作。由于厂牌将资源投入到更具商业潜力的流派，Si Todo Hiciera Crack几乎没有得到宣传。与此同时，西班牙的新潮运动“La Movida Madrileña”正兴起。虽然该专辑因其交响和前卫特质受到认可，但当时并未获得很高的销量。
1980年，Crack因内部矛盾、经济压力和持续的运营难题而解散。专辑共收录七首曲目，融合了交响元素、西班牙音乐主题和前卫摇滚结构。大多数歌曲几乎没有传统副歌，而是如同叙事小品，歌词充满幻想和神话色彩。
坠入漩涡
- Descenso en el Mahëllstrom[5][4]（《莫斯可漩渦沉溺記》，5:27）：灵感来自埃德加·爱伦·坡的短篇小说，描绘一名男子在巨大漩涡中沉船后挣扎求生。
- Amantes de la Irrealidad[4]（《非现实的爱人》，6:15）：交响风格曲目，节奏多变，Mellotron层叠，吉他激烈，男声与键盘交融，歌词表现对理想幸福的追求。
- Cobarde o Desertor[4]（《懦夫或逃兵》，4:56）：探讨征兵、军国主义与战争，反映许多西班牙青年服兵役的现实。
- Buenos Deseos[4]（《美好祝愿》，3:54）：一首简短而内省的作品。
- Marchando Una del Cid[5][4]（《关于 Cid 的更多故事即将揭晓》，7:45）：史诗般的中世纪风格作品，以传奇英雄席德（罗德里戈·迪亚斯·德·比瓦尔）的流亡与晚年为题材，他是西班牙史诗《我的席德之歌》的主角。
- Si Todo Hiciera Crack[4]（《如果一切都崩溃》，10:11）：标题曲以仓鼠不停地在轮中奔跑为隐喻，探讨存在主义问题。
- Epílogo[4]（《尾声》，2:19）：专辑的器乐结尾曲。

## 音乐风格
Crack的音乐以器乐为主，属于交响前卫摇滚，特点是复杂的编曲，避免重复副歌，更注重音乐的持续发展。乐器间的互动营造出丰富而沉浸的音景，融合了欧洲前卫摇滚影响和鲜明的西班牙特色。
他们的声音以键盘、吉他和长笛为主，风格受創世紀樂團、Camel和杰思罗·塔尔等乐队影响，同时融入西班牙民间元素。Crack的作曲方式与经典欧洲交响前卫乐队类似——大量器乐段落、不规则节拍和独特的合成器音色。
乐队强调旋律线条和细腻的演绎，歌词常涉及自由和田园意象。他们常用“印象派”形容自己的音乐，并提及德彪西和拉威尔等作曲家的和声影响。

## 乐队影响
虽然Crack的合作时间很短，但他们唯一的专辑被认为是西班牙前卫摇滚的重要里程碑。该专辑在日本、韩国等国多次再版，在前卫摇滚爱好者中一直很受欢迎。乐队因其创新精神和在西班牙前卫音乐动荡时期的贡献而备受赞誉。

## 乐队成员
- Alberto Fontaneda – 主唱、吉他、长笛
- Mento Hevia|Mento Hevia – 键盘、和声
- Álex Cabal – 贝斯
- Manolo Jiménez – 鼓
- Rafael Rodríguez – 吉他

## 外部連結
- Descenso en el Mahëllstrong video , Televisión Española, Popgrama
- Rolling Stone [it]
- progarchives.com[en]
- Crack: rock-progresivo. De Gijon hasta Japón - [es ]
- Somos los primeros fans de 'Si todo hiciera Crack'  - [es]
- Grandes Grupos del Rock Progresivo Español: Crack (1978 - 1979) [es]
- patios in red es
- ProgJazz (Spanish)
- Official Website